# راه‌آهن حومه هلسینکی
راه‌آهن حومه هلسینکی (فنلاندی: Pääkaupunkiseudun lähiliikenne) یک سیستم راه‌آهن در شهر هلسینکی و حومه آن است.
این راه‌اهن در سال ۱۹۶۹ تأسیس و دارای ۱۵ خط، ۷۰ ایستگاه و ۹۹٫۲ کیلومتر طول می‌باشد.